# Ямбург, Евгений Александрович
Евге́ний Алекса́ндрович (Шоломович) Я́мбург (род. 24 марта 1951, Москва, СССР) — советский и российский педагог и общественный деятель.

## Биография
Е. А. Ямбург — заслуженный учитель РФ, доктор педагогических наук, член-корреспондент РАО (с 2000), академик РАО, директор Центра образования № 109 (Москва), больше известного как «Школа Ямбурга», автор книг «Эта скучная наука управления», «Школа для всех» (лучшая педагогическая книга России 1997 года), «Педагогический декамерон», разработчик и автор адаптивной модели школы — новой модели разноуровневой и многопрофильной общеобразовательной массовой школы с набором классов различной направленности, образовательных услуг, открытой для детей самых разных возможностей и способностей, вне зависимости от их индивидуальных психологических особенностей, здоровья, склонностей, материальной обеспеченности семьи. Самый главный посыл такого образовательного учреждения — не ребёнок приспосабливается к школе, а школа адаптируется под возможности, потребности и способности ребёнка. Так, например, помимо серьёзной учебной программы, в ЦО № 109 действует мощная система дополнительного образования: конюшня для занятия иппотерапией, школа художественных ремёсел, клуб путешественников «Зюйд-Вест», театральная студия, клуб любителей кино и пр.
В 1997 году Евгений Ямбург защитил докторскую диссертацию в виде научного доклада на тему «Теоретические основы и практическая реализация модели адаптивной школы». Уже много лет он является членом редакционной коллегии одного из старейших педагогических изданий России — журнала «Народное образование».
Е. А. Ямбург — участник многих телевизионных и радиопередач по вопросам воспитания и обучения детей, развития культуры и общества, главный редактор и автор проекта «Антология выстаивания и преображения. Век XX».

## Воспитательная система Е. А. Ямбурга
В центре образования № 109 под руководством Е. А. Ямбурга уже много лет реализуется идея интегрированного обучения детей с отклонениями в развитии. Е. А. Ямбург называет свою воспитательную систему «адаптивной школой». В адаптивной школе должно быть место каждому, вне зависимости от его индивидуальных психофизических особенностей и склонностей, то есть школа приспосабливается к каждому ребёнку, а не наоборот. При сохранении классно-урочной системы образовательный процесс организуется в зависимости от способностей детей, уровня их интеллектуального развития и подготовленности. В центре образования обучаются дети всех возрастов, начиная с детского сада, и различных способностей: от классов коррекционно-развивающего обучения до лицейских физико-математических, гуманитарных, медицинских. Цель образовательного процесса: формирование положительной Я-концепции учащихся, создание системы адаптирующей педагогики, системы разноуровневого дифференцированного обучения. Реализация этой цели достигается следующим образом: формирование высокого образовательно-воспитательного фона гимназических и лицейских классов и качественная подготовка выпускников к обучению в вузах, самообразованию, творческому труду, осуществление личностно-ориентированного подхода, индивидуализация обучения, медико-психологическая и педагогическая помощь дезадаптированным и ослабленным детям, удержание каждого трудного ребёнка в сфере воспитательного влияния школы. Помощь сильным и слабым не затрагивает достоинства и личного статуса последних, не вносит разделения в школьном обществе. Обеспечивается переход из одной категории в другую, взаимодействие и взаимопомощь сильных и слабых, осуществляется система компенсации отставания. Вокруг нуждающегося в помощи ребёнка создаётся реабилитирующее пространство, в котором компенсируются недостатки того школьного образования, которое получили дети до поступления в образовательный центр, семейного воспитания, устраняются нарушения работоспособности, охраняется и укрепляется физическое и нервно-психическое здоровье.
Компенсирующими средствами реабилитирующего пространства являются педагогическая любовь к ребёнку; понимание детских трудностей и проблем; принятие ребёнка таким, каков он есть; сострадание, участие, необходимая помощь; обучение элементам саморегуляции.
Виды педагогической поддержки реализуются в следующих принципах: обучение без принуждения; понимание урока как системы реабилитации; адаптация содержания; одновременное подключение всех органов чувств, моторики, памяти и логического мышления в процессе восприятия материала; взаимообучение (в принципе оптимальности темпа) с позиции полного усвоения.
В образовательном центре применяются следующие виды индивидуальной помощи: опоры различного типа (плакаты, конспекты, обобщающие таблицы), алгоритмы решения задач или выполнения заданий, разделение сложного задания на составляющие, предупреждение о возможных ошибках.
В образовательном процессе реализуется государственный стандарт, используются как традиционные, так и инновационные программы, методики и технологии, в частности: программа экологического образования дошкольников «Наш дом — природа»; методика Монтессори, предусматривающая интенсивное сенсорное развитие ребёнка; элементы вальдорфской педагогики; экономика и экология для шестилеток, информационные технологии и основы экономики с выходом в реальные проекты. Имеет место разнообразная совместная и индивидуальная внеурочная деятельность: театрализация, обучение игре на музыкальных инструментах, охрана и укрепление здоровья детей (физиотерапевтический кабинет, бассейны, оборудованный спортивный зал); разнообразные кружки, секции (ухода за животными, занятия конным спортом и др.).
Основными направлениями работы являются:
- выработка общей аксиологии адаптивной школы, обеспечивающей её идейную целостность;
- обновление содержания образования с учётом неоднородного состава учащихся;
- современные педагогические технологии как фактор формирования образовательного пространства;
- разноуровневое и дифференцированное обучение. Реализация дифференцированного подхода к учащимся на основе комплексного медико-психолого-дефектологического и педагогического анализа при скоординированных усилиях специалистов разных областей;
- разработка управляющей системы адаптивной школы, выражающейся в комбинации различных образовательных моделей в рамках одного учреждения[10].

## Организация школ для тяжелобольных детей
Является одним из главных организаторов проекта адаптивного обучения тяжелобольных детей «Заботливая школа» проектного бюро «УчимЗнаем». Школа для детей с патологией онкологического/ гематологического профиля в Москве вошла в состав школы, руководимой Ямбургом. У проекта есть площадки в регионах России.